# Aeroport Eugenio María de Hostos
L'Aeroport Eugenio María de Hostos (IATA: MAZ, ICAO: TJMZ, FAA LID: MAZ) és un petit aeroport d'ús públic situat a tres milles nàutiques (6 km) al nord del districte central de negocis de la ciutat de Mayagüez, a Puerto Rico. L'aeroport porta el nom del cèlebre nadiu de Mayagüez Eugenio María de Hostos. Ofereix servei comercial limitat, subvencionat pel programa de servei aeri essencial. Segons els registres de la Federal Aviation Administration dels Estats Units, l'aeroport va tenir 4.636 embarcaments de passatgers l'any 2008, 4.386 embarcaments el 2009 i 4.466 el 2010.